# 25 Pegasi
25 Pegasi är en misstänkt variabel i stjärnbilden Pegasus.
25 Pegasi varierar mellan visuell magnitud +5,65 och 5,78 utan någon fastställd periodicitet. Den befinner sig på ett avstånd av ungefär 610 ljusår.